# Nucleus cuneatus

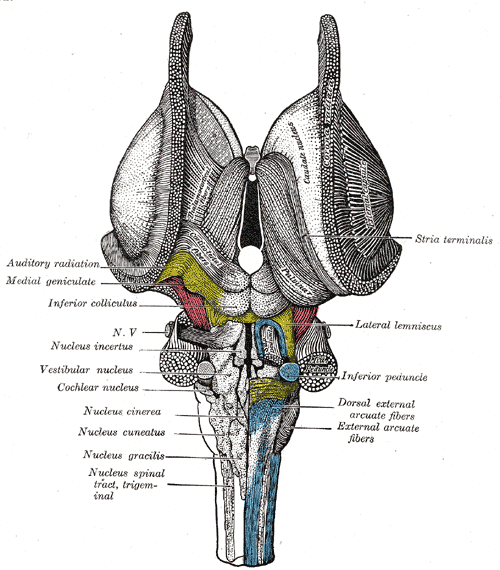
Hirnstamm mit Nucleus cuneatus

Der Nucleus cuneatus (Syn. Burdach-Kern, nach Friedrich Burdach) ist eine Ansammlung von Nervenzellen (Kerngebiet) in der Medulla oblongata am kaudalen Ende der Rautengrube. Von außen sichtbar wölbt sich an der Hinterwand der Medulla oblongata durch den Kern ein Hügel hervor, der als Tuberculum cuneatum bezeichnet wird. Der Nucleus cuneatus gehört zum so genannten lemniskalen System (Hinterstrangbahn), einer Leitungsbahn für die sensible Wahrnehmung bei Säugetieren. Wie der Nucleus gracilis wird er daher auch als Hinterstrangkern bezeichnet. Embryonal entsteht das Kerngebiet aus von der Flügelplatte auswandernden Neuroblasten der Gehirnanlage.
Seine Afferenzen bezieht er über den Fasciculus cuneatus. Im Nucleus cuneatus werden diese synaptisch auf das zweite Neuron umgeschaltet. Die Efferenzen verlaufen als Tractus bulbothalamicus zum Nucleus ventralis posterolateralis des Thalamus. Sie kreuzen noch in der Medulla oblongata – genauer in der Schleifenkreuzung (Decussatio lemniscorum) – als Fibrae arcuatae externae auf die andere Körperseite und verlaufen dann als Lemniscus medialis in das Zwischenhirn.
Dem Nucleus cuneatus ist ein zusätzliches kleineres Kerngebiet angegliedert, das als Nucleus cuneatus accessorius bezeichnet wird. Dieses Kerngebiet leitet einen Teil der Afferenzen aus dem Fasciculus cuneatus über den Tractus cuneocereballaris zum Kleinhirn weiter.